# Bocskoros nemes
A bocskoros nemes a kisnemesek legalsó kategóriájához tartozó, egyetlen jobbágytelkén parasztmódra élő és gazdálkodó, vagy az iparban dolgozó nemes. Csupán címeres levéllel (litterae armales) nemesítették őket. Nem voltak jobbágyai és jobbágytelkei, legfeljebb néhány zsellér szolgálta őket. Adó (taksa) fizetésére voltak kötelezve. A reformkorban számuk az ország lakosságának 5%-a volt. Gúnyos neveik: (parasztnemes, bocskoros nemes, hétszilvafás nemes, félsarkantyús nemes, kurta nemes).
- „Bocskoros” nevüket onnan kapták, hogy a nemességre és a jobbmódú parasztságra jellemző csizma helyett a szegényparaszti bocskort viselték,
- „hétszilvafás” nevüket pedig telkük mérete miatt kapták.

A történeti irodalomban az elnevezés általában a zsellér állapotú és a jobbágytelekkel rendelkező armális nemeseket fedi. Eredetükre nézve voltak köztük régi nemesi családok elszegényedett ágai éppúgy, mint megnemesített jobbágyok, armalisták. Vagyonuk nem volt ugyan és maguk művelték a földet, de rendelkeztek a nemesi jogokkal és nemesi öntudatuk élesen elkülönítette őket a hasonló életvitelt folytató parasztságtól, annak ellenére, hogy ugyanazon kulturális közegbe tartoztak velük. A 19. században a polgári reformok hatására elvesztették kiváltságaikat és beolvadtak a szegényparasztságba.

## Lásd még
armalista, nemesítés